# Mr. Bean (personagem)
Mr. Bean (Mister Bean), Senhor Feijão na tradução literal, é um personagem fictício e protagonista da série de comédia de mesmo nome, criado e interpretado por Rowan Atkinson. O personagem também estrelou dois longa-metragens e uma série de desenho animado.

## Personalidade
A personalidade de Bean é agradável, divertida, ingênua, e algumas vezes, malvada.  
Ele cria diversos esquemas e artifícios incomuns para as tarefas diárias. Ele raramente fala, e quando diz algo, geralmente são apenas algumas palavras resmungadas. Ele também não gosta de pessoas pegando suas coisas. Bean muitas vezes parece não ter conhecimento dos aspectos básicos da maneira como o mundo funciona, e o programa normalmente apresenta suas tentativas de atividades que normalmente seriam consideradas simples, como nadar, usar um aparelho de televisão, redecorar ou ir à igreja.
O humor em grande parte vem de suas soluções originais (e muitas vezes absurdas) para problemas - geralmente autoinfligidos - e seu total desrespeito pelos outros ao resolvê-los, sua mesquinhez e ocasional malevolência. 
Outra característica marcante de Mr.Bean são suas expressões faciais, que sempre são muito exageradas, contribuindo para o humor ligado ao personagem.

## Vestuário
Mr. Bean usa um blazer de lã marrom, uma camisa branca, uma gravata vermelha fina, calças marrons, sapatos pretos e um relógio preto com calculadora digital. Ele, ocasionalmente, muda sua roupa para se adequar à situação em que se encontra.
No episódio "The Return of Mr. Bean", quando ele está indo a um restaurante chique para comemorar seu aniversário, ele usa um terno cinza com uma gravata vermelha escura. No mesmo episódio, Bean usa um smoking. No episódio "The Curse of Mr. Bean", quando Bean está indo para o parque fazer um sanduíche para o almoço, ele usa um longo casaco verde escuro com uma camisa verde clara e uma gravata verde escura. No mesmo episódio, quando Bean vai assistir a um filme de terror com sua namorada, ele não está usando suas roupas de marca registrada, mas sim um suéter marrom claro.

## Carro
Mr.Bean é muito conhecido por dirigir, em
diversos episódios da série e do desenho animado além dos dois filmes, seu carro modelo Morris Mini Cooper, que o personagem apelidou de Mini. Esse carro se tornou um símbolo do personagem.
No episódio do seriado original "Do-It-Yourself Mr. Bean", Mr.Bean dirige seu carro sentado em uma poltrona colocada no teto do carro, cena que marcou a série.
Mr. Bean costuma trancar a porta do seu carro com uma tranca incomum composta de um cadeado instalado na porta.

## Teddy
Mr. Bean possui, tanto no seriado original quanto no desenho animado, um urso de pelúcia apelidado de Teddy, que é uma marca do personagem e que Mr.Bean trata como se fosse seu filho, colocando-o para dormir, dando presentes, brincando com ele, viajando com ele, além de outras atividades.
No episódio “Do-It-Yourself Mr. Bean", Mr.Bean coloca Teddy no lugar das cerdas de um pincel para pintar a parede de seu apartamento e mergulha Teddy em uma lata de tinta branca.

## Aparições
Mr. Bean é o personagem principal, tanto da série de TV quanto de seu spin-off animado, bem como dos longas-metragens baseados na série, Bean (1997) e Mr. Bean's Holiday (2007). Bean também apareceu na Cerimônia de abertura dos Jogos Olímpicos de Verão de 2012 e fez uma participação no filme chinês Top Funny Comedian: The Movie.
Atkinson também interpretou o personagem em vários eventos para a Comic Relief e também em diversos anúncios de televisão ao longo dos anos, para as marcas REMA 1000, M&M's, Fujifilm, Nissan Tino, e mais recentemente para a Snickers em 2014.
Em 2015, para comemorar os 25 anos de criação do personagem, Rowan Atkinson passeou por Londres com o carro do personagem e caracterizado de Mr.Bean.
No ano de 2020, em meio à pandemia de COVID-19, Mr.Bean, na sua versão em desenho animado, foi protagonista de uma campanha da Organização Mundial da Saúde (OMS) em prol da prevenção contra o coronavírus.

## Homenagens

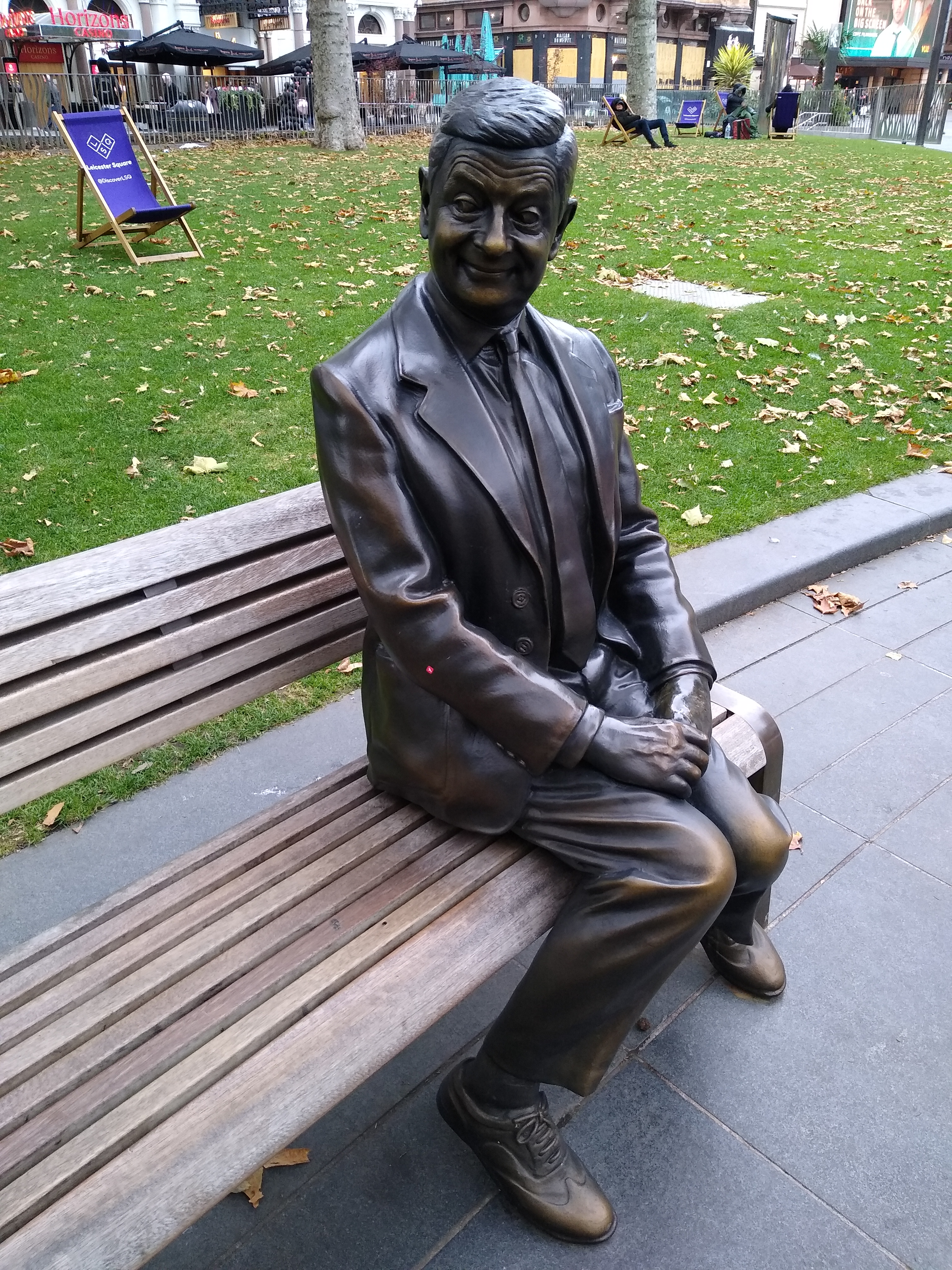
Estátua de Mr. Bean na Leicester Square em Londres

Em março de 2020, foi inaugurada uma estátua de Mr. Bean na Leicester Square, no bairro West End em Londres na Inglaterra, junto a outras estatuas que retratam ícones e personagens da cultura britânica.

## Influências
Atkinson citou o antigo personagem de comédia Monsieur Hulot, criado pelo comediante e diretor francês Jacques Tati, como uma influência sobre o personagem. Atkinson também citou a influência de Peter Sellers, que já havia interpretado personagens semelhantes, como Hrundi Bakshi em The Party (1968) e Inspector Clouseau nos filmes de Pantera Cor-de-Rosa. 

## Dublagem/Dobragem
No Brasil, os trabalhos de Rowan Atkinson, incluindo o desenho animado de Bean e os dois últimos filmes da franquia Johnny English, são dublados por Júlio Chaves. No entanto, em seu primeiro filme, Mr. Bean foi dublado por Élcio Sodré, que também dublou Atkinson no filme Keeping Mum.
Em Portugal, os trabalhos live-action de Mr. Bean são mantidos na versão original, devido ao humor mais adulto e à forte popularidade do ator no país. O desenho animado deu nos anos 2000 e 2010, mas não teve uma dobragem portuguesa até 2014. Em 2015, após a Turner ter adquirido a série e ter co-produzido uma nova temporada, o Cartoon Network, a série começou a ser emitida dobrada em português no canal Boomerang, onde ele é dobrado pelo ator Luís Lobão.